# 李軼
李軼（?—25年?），荊州南陽郡宛县（今河南省南陽市）人，中国汉朝更始政权武将，政治人物。东汉建国功臣李通从弟。更始帝重臣李松、李汎兄弟的同族兄弟。
| 姓名           | 李軼                                                           |
| 時代           | 新代                                                           |
| 生没年         | 生年不詳 - 25年（更始三年）?                                   |
| 字・別号       | 〔不詳〕                                                       |
| 本貫・出身地等 | 荊州南陽郡宛县                                                 |
| 職官           | 〔舂陵軍部将〕 →五威将軍 （五威中郎将）〔更始〕                |
| 爵位・号等     | 舞陰王〔更始〕                                                 |
| 陣营・所属等   | 劉縯→更始帝                                                    |
| 家族・一族     | 一族：李通〔从兄〕 李松〔兄弟?,从兄弟?〕 李汎〔兄弟?,从兄弟?〕 |

## 生平
李軼早年后从兄李通一起计划反新謀議，根据李通的指示面会劉秀（光武帝）。李軼和劉秀一起参加劉縯率领的舂陵軍，起兵反新。更始元年（23年）正月，李軼和劉秀一起在泚水撃破新朝前隊大夫（新制南陽郡太守）甄阜、屬正（新制都尉）梁丘賜。
同年二月，劉玄即位为更始帝後，李軼被任命为五威将軍（五威中郎将）。新朝大軍来攻，他和王鳳、王常、劉秀一起守卫颍川郡昆陽城。他和劉秀僅十三騎夜間突破包围，请来援軍，撃破新軍（昆陽之战）。
李軼虽然作为劉秀的助手，另一面，接近更始帝的部将，以取得高位。劉秀对劉縯说李軼不可信任，劉縯笑而不纳。五月末，劉縯之名声高，更始帝君臣深有危機感，李軼、大司馬朱鮪谋划，誅殺劉縯和他的部将劉稷。
更始二年（24年）、封李軼舞陰王，後与左大司馬朱鮪、廩丘王田立、白虎公陳僑、河南太守武勃一起率领号称30万兵马駐屯洛陽。李軼见更始帝勢衰，开始想同統一河北的劉秀接近。但是，劉秀部将劉隆討伐朱鮪、李軼，李軼殺害了劉隆的妻儿。
在更始二年（24年）末、更始三年（25年）初，更始政權朱鮪和舞陰王李軼、廩丘王田立、白虎公陳僑、河南太守武勃一起率兵號三十萬，屯駐洛陽，劉秀部将馮異书信送给李軼进行笼络，李軼响应。武勃和馮異作战，李軼闭门不救，武勃战死。馮異奏上劉秀李軼有反正之心的书信。劉秀故意公開李軼的书信，朱鮪得知后大怒，殺害了李軼，導致李軼的部下投降劉秀。

## 注
1. ↑  《後漢書》劉隆传）。